# Peltacanthina liberiensis
Peltacanthina liberiensis är en tvåvingeart som beskrevs av Steyskal 1965. Peltacanthina liberiensis ingår i släktet Peltacanthina och familjen bredmunsflugor.
Artens utbredningsområde är Liberia. Inga underarter finns listade i Catalogue of Life.